# Кириллова, Ольга Евгеньевна
Ольга Евгеньевна Кириллова (род. 6 мая 1963, Миллерово, Миллеровский район, Ростовская область, РСФСР, СССР) — российский государственный деятель, работник органов внутренних дел, генерал-майор полиции (2017). Начальник Управления Федеральной миграционной службы по Москве (2012—2016), Главного управления по вопросам миграции МВД России (2016—2018). Председатель Московской городской избирательной комиссии с 2021 года.

## Биография
Ольга Евгеньевна Кириллова родилась 6 мая 1963 года в Миллерово Ростовской области. Девичья фамилия — Савченко.
С детства хотела стать учителем. В 1985 году окончила Южно-Сахалинский педагогический институт по специальности «физика и математика». После получения образования работала учителем математики и физики в школе на Сахалине. В 1992 году перешла на службу в органы внутренних дел Сахалинской области. Впоследствии отмечала, что случайно сначала её пригласили поработать в отделе по работе с несовершеннолетними, а «на Сахалине тогда платили зарплату только в милиции», в результате чего «пришлось бросить школу». В 1995—1997 годах занимала пост начальника паспортно-визовой службы Невельского городского отдела внутренних дел, а в 1997—2003 годах была заместителем начальника паспортно-визовой службы управления внутренних дел по Южно-Сахалинску. В 2001 году окончила Дальневосточный юридический институт МВД России по специальности «правоведение». В 2003—2006 годах работала начальником паспортно-визовой службы УВД Южно-Сахалинска, после чего перешла на службу в Федеральной миграционной службы, занимая в 2006—2012 годах пост начальника Управления ФМС по Сахалинской области.
В 2012 году была назначена на должность начальника УФМС России по Москве. На этом посту активизировала борьбу с нелегальной миграцией, выразившуюся в повальных проверках рынков, задержании нескольких сотен иностранных граждан, содержании их в лагерях и дальнейшем выдворении из страны, но при этом указывала на то, что жители Москвы «переоценивают концентрацию мигрантов» в городе. Вскоре после назначения отмечала «тенденцию снижения мигрантской нагрузки на Москву», отвергнув предположения о том, что в столице могут работать миллионы незарегистрированных мигрантов. При этом, после проведения рейда «Мигрант-2014», в ходе которого было задержано более 50 тысяч мигрантов, предлагала «проводить подобные операции не реже одного раза в квартал». Участвовала в создании миграционного центра в деревне Сахарово, который сразу же после открытия перешёл на круглосуточный режим работы, не успевая, по словам Кирилловой, «переработать за сутки всех обратившихся». В 2014 году окончила Российскую академию народного хозяйства и государственной службы при президенте Российской Федерации по специальности «юриспруденция».

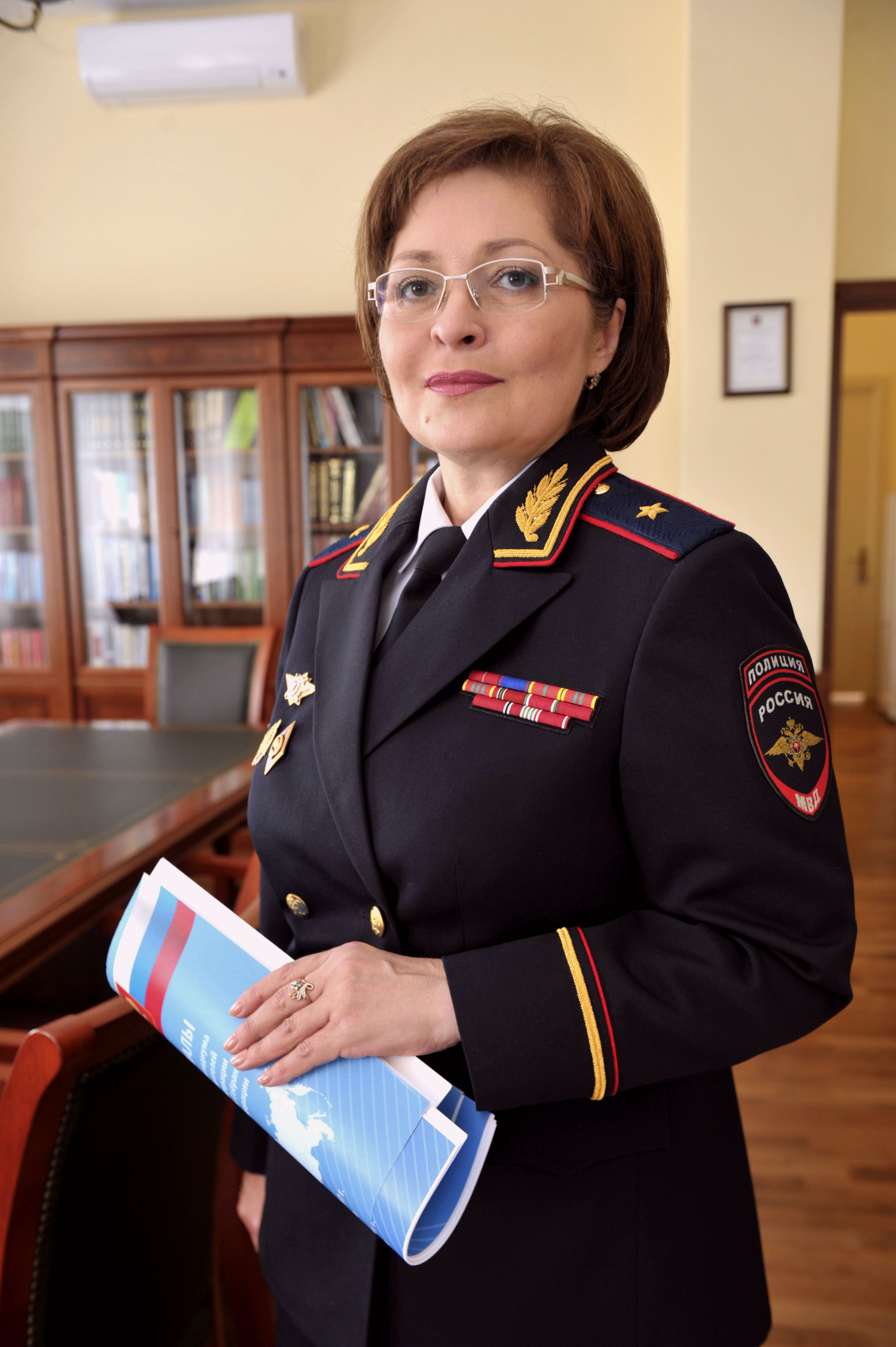
Генерал-майор Ольга Кириллова, 2018 год

В 2016 году в звании полковника внутренней службы была назначена на пост начальника Главного управления по вопросам миграции МВД России, созданного на базе упразднённой ФМС. Министр внутренних дел Российской Федерации Владимир Колокольцев указывал, что такая реорганизация позволит устранить «административные барьеры» при расследовании нарушений миграционного законодательства, возложив на Кириллову надежды в повышении качестве предоставляемых услуг посредством оптимизации штата сотрудников. Тем не менее, правозащитники критически оценили передачу полиции функций по контролю миграции, указав на то, что такая реформа однажды уже проводилась и опыт был признан неудачным. 10 июня 2017 года получила звание генерал-майора полиции. В 2018 году была освобождена от должности, как указывалось, «по собственному желанию», после чего новым начальником была назначена генерал-майор Валентина Казакова. Как отмечалось в СМИ, Кириллова подала в отставку в знак протеста против того, что её управление не имеет никакого воздействия на принимаемые законы в сфере миграции, наделено лишь организационно-методическими функциями и не участвует в принятии решений полицейскими на местах, вдобавок к снижению квалификации и качества работы сотрудников, образованию многомесячных очередей из мигрантов и забюрократизированности процесса легализации их статуса.
В 2019 году назначена членом Общественной палаты города Москвы III состава, где заняла пост председателем комиссии по безопасности, миграционной политике и межнациональным отношениям. Помимо этого стала членом Совета при президенте Российской Федерации по межнациональным отношениям, а также советником президента по развитию бизнеса акционерного общества «Ситроникс». В том же году была назначена членом Московской городской избирательной комиссии с правом решающего голоса, заняв вакантное место скончавшегося Валентина Горбунова. В 2020 году вошла в члены общественного штаба по наблюдению за выборами 2021 года, став заместителем председателя Алексея Венедиктова. Являясь членом рабочей группы по рассмотрению жалоб, поддерживала регистрацию оппозиционных самовыдвиженцев Ильи Яшина, Дмитрия Гудкова, Любови Соболь и Сергея Митрохина, из которых до выборов через суд был допущен только последний кандидат. По оценкам Григория Мелконьянца и Аркадия Любарева, в ходе подготовки к выборам Кириллова «проявила себя с хорошей стороны» в качестве «общественника и защитника избирательных прав граждан». Во время самих выборов отмечала, что «замечаний или жалоб поступило большое количество», но «все сообщения были проверены и ни одно не подтвердилось», констатировав таким образом отсутствие «серьезных нарушений».
3 декабря 2021 года Центральная избирательная комиссия Российской Федерации рекомендовала кандидатуру Кирилловой для избрания на пост главы Московской городской избирательной комиссии, вместе ушедшего в отставку Юрия Ермолова, который покинул должность «по личным причинам» на фоне критики результатов выборов. 9 декабря Кириллова была избрана председателем Мосгосизбиркома, став первой женщиной на этом посту. В пользу её кандидатуры, которая оказалась единственной, в ходе тайного голосования и фактически безальтернативных выборов единогласно проголосовали все 14 членов комиссии, назначенных мэром Москвы и московскими депутатами. После избрания Кириллова пообещала приложить «максимум усилий для того, чтобы не повредить, а только улучшить работу» комиссии, имеющей «давние положительные традиции». За следующие пять лет нахождения в должности ей предстоит организовать в Москве выборы президента Российской Федерации в 2024 году, депутатов Государственной думы в 2026 году, а также мэра Москвы в 2023 году и депутатов Московской городской думы в 2024 году. В провластной московской прессе прошлый полицейский опыт Кирилловой расценили как плюс в борьбе с «цветными революциями, уличным протестом и вмешательством в избирательный процесс».

## Награды
Медаль ордена «За заслуги перед Отечеством» II степени, нагрудный знак «Почётный сотрудник МВД России», почётная грамота Государственной думы, благодарность мэра Москвы, благодарность президента Российской Федерации.

## Личная жизнь
Муж — Яков Кириллов (род. 1960), участник войны в Чечне, кавалер ордена Мужества, бывший начальник УВД по Сахалинской области, офицер в отставке. Есть дочь. За 2017 год задекларировала 2 миллиона 730 тысяч рублей, квартиру размером 141,7 кв. м. в пользовании и долю в размере 15 кв. м. в квартире, а также автомобиль «Toyota Land Cruiser 150 Prado».